# Kynogon
Kynogon — французская частная компания, разработчик программного обеспечения. Kynogon разработала и постоянно обновляла единственный программный продукт, благодаря которому и обрела известность — Kynapse — программный комплекс, предназначенный для имитационного моделирования игрового искусственного интеллекта в компьютерных играх и других программных приложениях. Основана в 2000 году, в мае 2008 года была приобретена американской компанией Autodesk и влилась в её состав.

## История
Компания Kynogon была основана в 2000 году в столице Франции городе Париже Пьером Понтевия (англ. Pierre Pontevia) и Жаком Гобилом (англ. Jacques Gaubil).
3 января 2006 года было объявлено об окончании нового этапа финансирования и о прибыли в размере $3 млн. В этот момент инвесторами Kynogon являлись Innovacom и CapDecisif.
8 июня 2006 года Kynogon попала в список финалистов серии наград «Develop Industry Excellence Awards», которые выдаются британским изданием Develop.
2 ноября 2006 года компания объявила о своём присоединении к партнёрской программе американской компании Epic Games «Epic’s Integrated Partners Program (IPP)», согласно которой Kynapse был интегрирован в движок Unreal Engine 3.
5 декабря 2006 года журнал Game Developer объявил финалиста награды «Front Line Awards» в категории «Middleware». Им оказалась компания Kynogon. «Технология Kynapse 4 SDK потребовала года́ напряженной работы и для всей команды Kynogon это признание — большая честь», — заявил по этому поводу CEO Пьер Понтевиа.
19 февраля 2008 года калифорнийская компания Autodesk подписала соглашение о приобретении Kynogon. Было заявлено, что процесс приобретения завершится в течение трёх месяцев.
7 мая 2008 года Autodesk объявила о завершении приобретения Kynogon.

## Внешние ссылки
- kynogon.com (англ.) — официальный сайт Kynogon — в данный момент сайт недоступен и перенаправляется на страницу Kynapse на сайте Autodesk. Однако его архивные оригинальные версии доступны в Архиве Интернета здесь.